# Sixten Hwatz
Sixten Åke Hwatz, född 4 juni 1931 i Västra Frölunda församling, död 30 maj 2011 i Stora Lundby församling, var en svensk fotbollsspelare (vänsterytter), som gjorde tolv matcher (2 mål) i Allsvenskan för Gais säsongen 1957/1958. Han kom till Gais från IF Stendy, och återvände efter sin enda säsong med Gais till Stendy.